# Henri Teixeira de Mattos

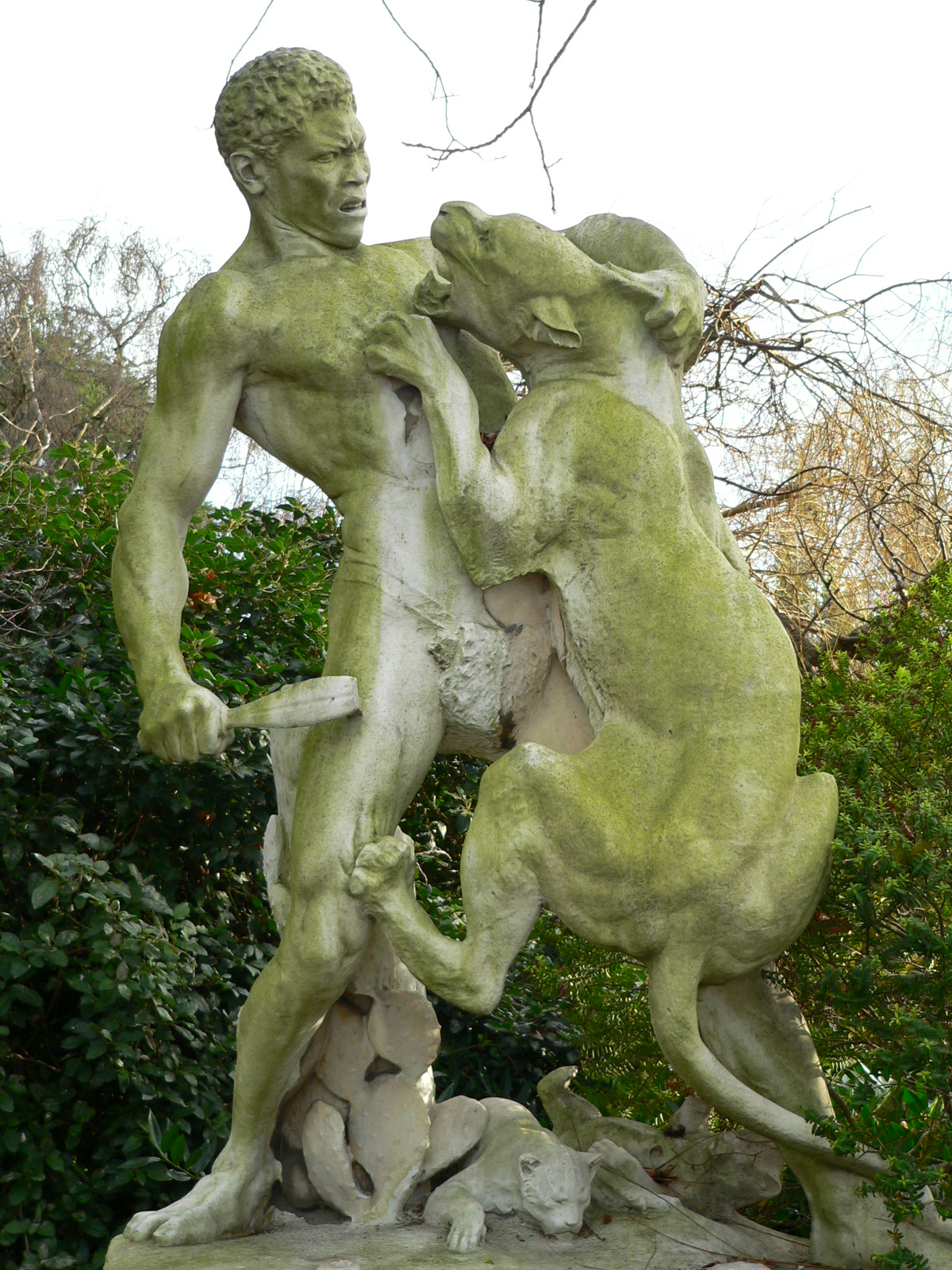
Sculptuur van Henri Texeira de Mattos in de London Zoo

Joseph Henri Teixeira de Mattos (Amsterdam, 21 december 1856 - Den Haag, 19 december 1908) was een Nederlandse beeldhouwer en schilder.

## Leven en werk
Henri Teixeira de Mattos volgde les aan de Rijksakademie van beeldende kunsten in Amsterdam. Hij woonde enige tijd in Rome (1879-1881) om zich verder te bekwamen in de beeldhouwkunst. Terug in Nederland vervolgde hij zijn studie aan de academie, waar hij leerling was van onder meer August Allebé. Teixeira was niet de enige kunstenaar in zijn familie, hij was oom van beeldhouwer Joseph Mendes da Costa en kunstschilder Joseph Teixeira de Mattos.

## Werken
Bekend van Teixeira zijn de dierfiguren waarvoor hij inspiratie opdeed in Artis (1881-1892), de Amsterdamse dierentuin, waar zijn atelierwoning vrijwel tegenover lag aan de Plantage Franselaan 25 (thans Henri Polaklaan), en in de Londense dierentuin, de London Zoo (1892-1899). Enkele van zijn ontwerpen werden in porselein uitgevoerd door Plateelbakkerij Haga en De Porceleyne Fles. Hij maakte een buste (1892) van de actrice Sophie de Vries, die gebruikt werd voor haar grafmonument.